# Ivan Bošković
Pour les articles homonymes, voir Bošković et Bošković (homonymie).
Ivan Bošković, né le 1er janvier 1982 à Nikšić au Monténégro (à l'époque en Yougoslavie), est un joueur de football monténégrin devenu entraineur.

## Palmarès
- Coupe du Monténégro : 2017